# Gran Premio del Belgio 2004
Il Gran Premio del Belgio 2004 è stato un Gran Premio di Formula 1 disputato il 29 agosto 2004 sul Circuito di Spa-Francorchamps. La gara fu vinta da Kimi Räikkönen su McLaren-Mercedes, al secondo successo in carriera. Räikkönen precedette sul traguardo i due piloti della Ferrari, Michael Schumacher e Rubens Barrichello.
Grazie a questi risultati, Schumacher conquistò la certezza matematica della vittoria del suo settimo mondiale piloti, il quinto consecutivo.

## Prove libere

### Resoconto
Come di consueto nelle due sessioni di venerdì BAR, Jaguar, Toyota, Jordan e Minardi schierarono in pista una terza vettura, affidata rispettivamente a Anthony Davidson, Björn Wirdheim, Ryan Briscoe, Timo Glock e Bas Leinders. Briscoe fu protagonista di un violento incidente nella seconda sessione di libere del venerdì, riportando una contusione al gomito.
Le sessioni del sabato furono ridotte notevolmente in durata: la prima fu cancellata completamente perché la nebbia impediva il decollo dell'elicottero di soccorso, mentre la seconda fu sospesa dopo 13 minuti per motivi di sicurezza, dopo che Antonio Pizzonia e Gianmaria Bruni erano usciti di pista in punti diversi del tracciato.

### Risultati
I tempi migliori nella prima sessione di prove libere di venerdì furono i seguenti:
| Pos | Nº | Pilota             | Costruttore | Tempo    |
| --- | -- | ------------------ | ----------- | -------- |
| 1   | 35 | Anthony Davidson   | BAR - Honda | 1'45"104 |
| 2   | 1  | Michael Schumacher | Ferrari     | 1'45"408 |
| 3   | 2  | Rubens Barrichello | Ferrari     | 1'45"605 |

I tempi migliori nella seconda sessione di prove libere di venerdì furono i seguenti:
| Pos | Nº | Pilota             | Costruttore        | Tempo    |
| --- | -- | ------------------ | ------------------ | -------- |
| 1   | 6  | Kimi Räikkönen     | McLaren - Mercedes | 1'44"701 |
| 2   | 9  | Jenson Button      | BAR - Honda        | 1'45"015 |
| 3   | 1  | Michael Schumacher | Ferrari            | 1'45"137 |

I tempi migliori nella seconda sessione di prove libere di sabato furono i seguenti:
| Pos | Nº | Pilota             | Costruttore        | Tempo    |
| --- | -- | ------------------ | ------------------ | -------- |
| 1   | 2  | Rubens Barrichello | Ferrari            | 1'57"085 |
| 2   | 1  | Michael Schumacher | Ferrari            | 1'57"906 |
| 3   | 6  | Kimi Räikkönen     | McLaren - Mercedes | 1'57"975 |

## Qualifiche

### Resoconto
Le qualifiche furono disputate con una pioggia intermittente: ne approfittò Jarno Trulli, con un ridotto carico di carburante, conquistò la pole position davanti a Michael Schumacher, staccato di soli settantadue millesimi. Terzo tempo per Fernando Alonso, seguito da David Coulthard, Giancarlo Fisichella, Rubens Barrichello, Mark Webber e Felipe Massa. Solo decimo Kimi Räikkönen, davanti a Juan Pablo Montoya e Jenson Button. Qualifiche disastrose, infine, per Zonta, che fu ultimo dopo un'uscita di pista.

### Risultati
| Pos | No | Pilota               | Costruttore        | Pneumatici | Tempo    | Distacco |
| --- | -- | -------------------- | ------------------ | ---------- | -------- | -------- |
| 1   | 7  | Jarno Trulli         | Renault            | M          | 1'56"232 |          |
| 2   | 1  | Michael Schumacher   | Ferrari            | B          | 1'56"304 | +0"072   |
| 3   | 8  | Fernando Alonso      | Renault            | M          | 1'56"686 | +0"454   |
| 4   | 5  | David Coulthard      | McLaren - Mercedes | M          | 1'57"990 | +1"758   |
| 5   | 11 | Giancarlo Fisichella | Sauber - Petronas  | B          | 1'58"040 | +1"808   |
| 6   | 2  | Rubens Barrichello   | Ferrari            | B          | 1'58"175 | +1"943   |
| 7   | 14 | Mark Webber          | Jaguar - Cosworth  | M          | 1'58"729 | +2"497   |
| 8   | 12 | Felipe Massa         | Sauber - Petronas  | B          | 1'59"008 | +2"776   |
| 9   | 17 | Olivier Panis        | Toyota             | M          | 1'59"552 | +3"320   |
| 10  | 6  | Kimi Räikkönen       | McLaren - Mercedes | M          | 1'59"635 | +3"403   |
| 11  | 3  | Juan Pablo Montoya   | Williams - BMW     | M          | 1'59"681 | +3"449   |
| 12  | 9  | Jenson Button        | BAR - Honda        | M          | 2'00"237 | +4"005   |
| 13  | 15 | Christian Klien      | Jaguar - Cosworth  | M          | 2'01"246 | +5"014   |
| 14  | 4  | Antônio Pizzonia     | Williams - BMW     | M          | 2'01"447 | +5"215   |
| 15  | 10 | Takuma Satō          | BAR - Honda        | M          | 2'01"813 | +5"581   |
| 16  | 18 | Nick Heidfeld        | Jordan - Cosworth  | B          | 2'02"645 | +6"413   |
| 17  | 20 | Gianmaria Bruni      | Minardi - Cosworth | B          | 2'02"651 | +6"419   |
| 18  | 21 | Zsolt Baumgartner    | Minardi - Cosworth | B          | 2'03"303 | +7"071   |
| 19  | 19 | Giorgio Pantano      | Jordan - Cosworth  | B          | 2'03"833 | +7"601   |
| 20  | 16 | Ricardo Zonta        | Toyota             | M          | 2'03"895 | +7"663   |

## Gara

### Resoconto

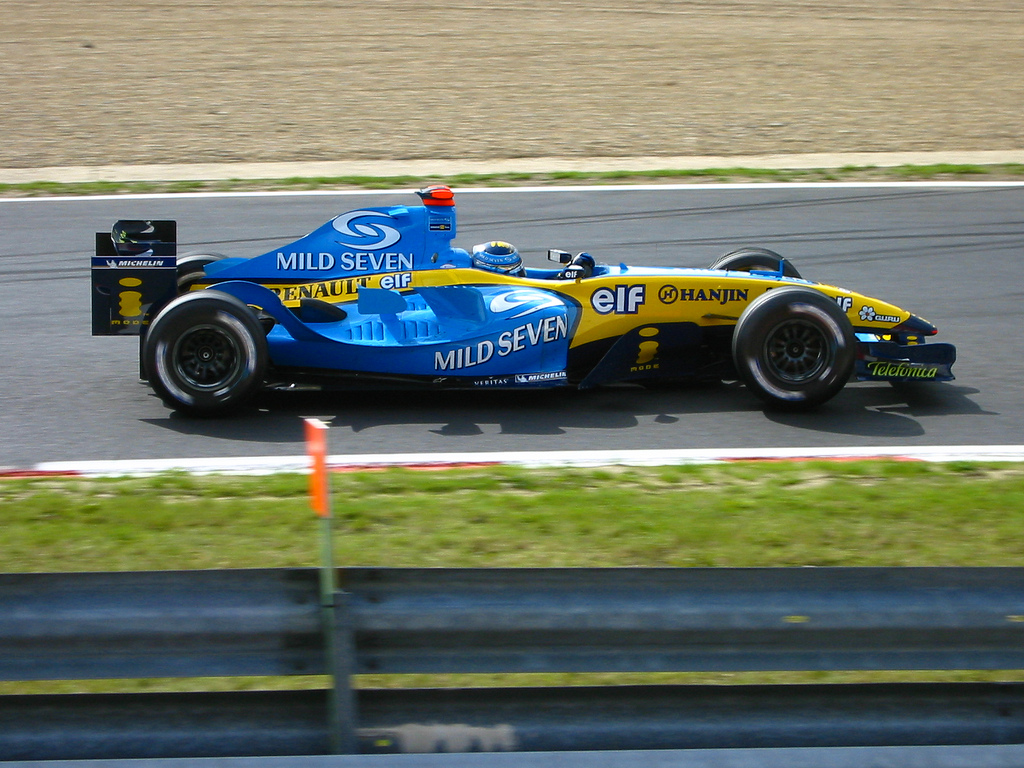
Jarno Trulli, autore della pole position, chiuse fuori dalla zona punti in gara.

Al via Jarno Trulli scattò bene, mantenendo la testa della corsa; non partì altrettanto bene Michael Schumacher, che venne sorpassato da Fernando Alonso e David Coulthard. Più indietro Mark Webber tamponò Rubens Barrichello, creando parecchio scompiglio e diversi contatti nel gruppo. Nonostante l'alettone anteriore della sua Jaguar si fosse incastrato sotto le ruote anteriori, il pilota australiano proseguì: arrivato alla pericolosa curva dell'Eau Rouge, Webber non riuscì però a controllare la vettura, finendo per colpire Takuma Satō. Per evitare la vettura del giapponese, Gianmaria Bruni rallentò, ma fu tamponato da Zsolt Baumgartner, intraversandosi e venendo colpito da Giorgio Pantano. Per sgombrare la pista dai detriti e dalle monoposto incidentate, la direzione gara mandò in pista la safety car: si ritirarono Webber, Sato, Bruni e Pantano, mentre Olivier Panis, Jenson Button, Felipe Massa, Rubens Barrichello e Zsolt Baumgartner rientrarono ai box. Il ferrarista fu costretto ad un'ulteriore sosta il passaggio successivo, per riparare il supporto dell'alettone posteriore danneggiato nel contatto con Webber; nonostante questo imprevisto, la lunghezza del tracciato belga consentì a Barrichello di evitare il doppiaggio.
Quando la vettura di sicurezza si fece da parte al termine del terzo giro, Schumacher ebbe delle difficoltà nel mandare in temperatura le gomme e fu sopravanzato, nel corso della tornata seguente, da Kimi Räikkönen e Juan Pablo Montoya; un passaggio più tardi, Räikkönen sorpassò anche il compagno di squadra, lanciandosi all'inseguimento di Trulli e Alonso. Proprio Trulli aprì la prima serie di rifornimenti tra i piloti di testa, entrando ai box al decimo giro. Una tornata dopo, Alonso andò in testacoda alla frenata del rettilineo Kemmel: sulla vettura dello spagnolo si era infatti rotto il motore e dell'olio era finito sulle ruote posteriori. Dopo un altro testacoda, il pilota della Renault abbandonò, cedendo la testa della corsa a Räikkönen. Quasi nello stesso momento, Coulthard forò la gomma posteriore destra, dovendo percorrere quasi un intero giro su tre ruote e perdendo moltissimo tempo. Räikkönen rifornì al 13º giro, rientrando in pista davanti a Trulli; due tornate più tardi effettuò il suo pit stop anche Montoya, imitato al passaggio più tardi anche da Michael Schumacher. Il pilota tedesco sfruttò la sosta per passare il colombiano, rallentato da un duello con Felipe Massa, che non aveva ancora rifornito; un giro più tardi, il ferrarista sorpassò anche Trulli alla chicane Bus Stop.

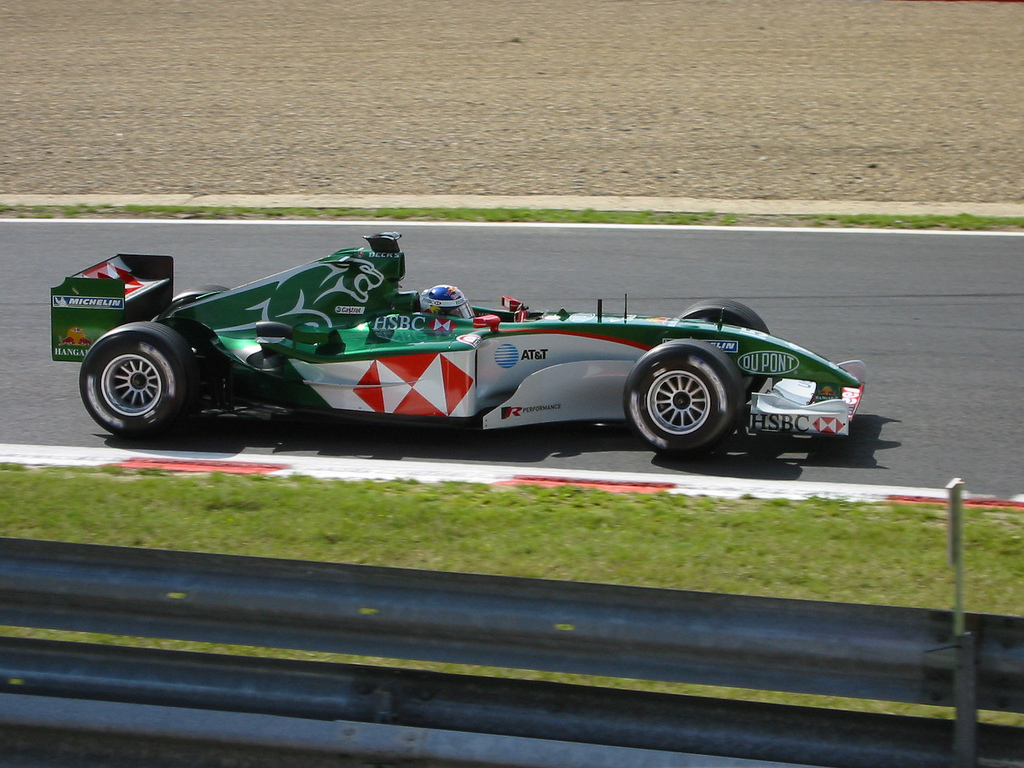
Christian Klien giunse sesto al traguardo, facendo segnare i primi punti in carriera.

Antônio Pizzonia condusse la gara per un giro prima di fermarsi a sua volta ai box nel corso del 17º passaggio; dopo la sosta del brasiliano, Räikkönen tornò al comando della corsa, davanti a Button (non ancora fermatosi ai box), Michael Schumacher, Trulli, Massa, Montoya, Pizzonia, Fisichella, Panis, Barrichello e Klien. Al 19º giro, Montoya provò un attacco a Trulli, dopo aver sopravanzato Massa grazie al pit stop del brasiliano; tuttavia, l'italiano chiuse la traiettoria e i due finirono per toccarsi. Il pilota della Renault finì in testacoda, perdendo altre due posizioni; il colombiano proseguì invece praticamente indenne. Tre tornate più tardi, Trulli rifornì per la seconda ed ultima volta, imitato al giro successivo da Barrichello, che aveva appena sopravanzato Fisichella. Al 29º giro entrarono ai box in contemporanea Räikkönen, Montoya e Klien; il finlandese tornò in pista alle spalle di Michael Schumacher. Una tornata più tardi, colpo di scena: un istante dopo aver doppiato la Minardi di Zsolt Baumgartner, sulla vettura di Button esplose improvvisamente la gomma posteriore destra. L'inglese perse il controllo della sua BAR, intraversandosi e finendo per centrare in pieno la monoposto dell'ungherese.
Non ci furono danni per i due piloti, ma la direzione gara mandò in pista la safety car; ne approfittarono per rifornire Michael Schumacher, Pizzonia, Zonta e Massa. Tuttavia il pilota della Williams, risalito in terza posizione, fu subito costretto al ritiro per un problema al cambio. Alla fine del 33º passaggio, la vettura di sicurezza si fece da parte: Räikkönen guadagnò immediatamente un buon margine su Michael Schumacher, che precedette Montoya, Barrichello e Zonta; più indietro, Klien e Coulthard risalirono in classifica, mettendo a segno diversi sorpassi e portandosi in ottava e nona posizione. Al 36º giro, sulla Williams di Montoya si forò la gomma posteriore destra; nel rientro ai box, sulla vettura del colombiano cedette la sospensione e Montoya fu costretto al ritiro. Due tornate più tardi, Coulthard tamponò Klien in cima alla salita dell'Eau Rouge; lo scozzese dovette tornare ai box per sostituire il musetto della sua McLaren. La safety car entrò in pista per la terza volta, rimanendoci fino al 41º passaggio. Alla ripartenza, Räikkönen distanziò nuovamente Schumacher, mentre Zonta, quarto, si dovette ritirare per la rottura del motore della sua Toyota. Negli ultimi giri, Coulthard superò Trulli e Panis, conquistando il settimo posto, mentre il suo compagno di squadra controllò agevolmente gli inseguitori, ottenendo la prima vittoria in una stagione difficile per la sua squadra. Michael Schumacher si difese dagli attacchi di Barrichello, conquistando la seconda posizione e la certezza matematica del settimo Titolo Piloti in carriera; chiusero la zona punti Massa, Fisichella, Klien (ai primi punti stagionali), Coulthard e Panis.

### Risultati
| Pos      | No | Pilota               | Costruttore        | Pneumatici | Giri | Tempo/Ritiro e posizione al ritiro         | Partenza | Punti |
| -------- | -- | -------------------- | ------------------ | ---------- | ---- | ------------------------------------------ | -------- | ----- |
| 1        | 6  | Kimi Räikkönen       | McLaren - Mercedes | M          | 44   | 1h32'35"274                                | 10       | 10    |
| 2        | 1  | Michael Schumacher   | Ferrari            | B          | 44   | +3"132                                     | 2        | 8     |
| 3        | 2  | Rubens Barrichello   | Ferrari            | B          | 44   | +4"371                                     | 6        | 6     |
| 4        | 12 | Felipe Massa         | Sauber - Petronas  | B          | 44   | +12"504                                    | 8        | 5     |
| 5        | 11 | Giancarlo Fisichella | Sauber - Petronas  | B          | 44   | +14"104                                    | 5        | 4     |
| 6        | 15 | Christian Klien      | Jaguar - Cosworth  | M          | 44   | +14"614                                    | 13       | 3     |
| 7        | 5  | David Coulthard      | McLaren - Mercedes | M          | 44   | +17"970                                    | 4        | 2     |
| 8        | 17 | Olivier Panis        | Toyota             | M          | 44   | +18"693                                    | 9        | 1     |
| 9        | 7  | Jarno Trulli         | Renault            | M          | 44   | +22"115                                    | 1        |       |
| 10       | 16 | Ricardo Zonta        | Toyota             | M          | 41   | Motore (4°)                                | 20       |       |
| 11       | 18 | Nick Heidfeld        | Jordan - Cosworth  | B          | 40   | +4 giri                                    | 16       |       |
| Ritirato | 3  | Juan Pablo Montoya   | Williams - BMW     | M          | 37   | Foratura (3°)                              | 11       |       |
| Ritirato | 4  | Antônio Pizzonia     | Williams - BMW     | M          | 31   | Cambio (3°)                                | 14       |       |
| Ritirato | 9  | Jenson Button        | BAR - Honda        | M          | 29   | Foratura/collisione con Z.Baumgartner (5°) | 12       |       |
| Ritirato | 21 | Zsolt Baumgartner    | Minardi - Cosworth | B          | 28   | Collisione con J.Button (14°)              | 18       |       |
| Ritirato | 8  | Fernando Alonso      | Renault            | M          | 11   | Perdita olio (1°)                          | 3        |       |
| Ritirato | 14 | Mark Webber          | Jaguar - Cosworth  | M          | 0    | Collisione con T.Sato                      | 7        |       |
| Ritirato | 10 | Takuma Satō          | BAR - Honda        | M          | 0    | Collisione con M.Webber                    | 15       |       |
| Ritirato | 20 | Gianmaria Bruni      | Minardi - Cosworth | B          | 0    | Collisione con Z.Baumgartner e G.Pantano   | 17       |       |
| Ritirato | 19 | Giorgio Pantano      | Jordan - Cosworth  | B          | 0    | Collisione con G.Bruni                     | 19       |       |

## Curiosità
- 700º Gran Premio per la Ferrari.

## Classifiche

### Piloti
| Pos. | Pilota               | Punti |
| ---- | -------------------- | ----- |
| 1    | Michael Schumacher   | 128   |
| 2    | Rubens Barrichello   | 88    |
| 3    | Jenson Button        | 65    |
| 4    | Jarno Trulli         | 46    |
| 5    | Fernando Alonso      | 45    |
| 6    | Juan Pablo Montoya   | 38    |
| 7    | Kimi Räikkönen       | 28    |
| 8    | David Coulthard      | 21    |
| 9    | Takuma Satō          | 18    |
| 9    | Giancarlo Fisichella | 18    |
| 11   | Ralf Schumacher      | 12    |
| 12   | Felipe Massa         | 10    |
| 13   | Mark Webber          | 7     |
| 14   | Olivier Panis        | 6     |
| 15   | Antônio Pizzonia     | 4     |
| 16   | Christian Klien      | 3     |
| 16   | Cristiano da Matta   | 3     |
| 16   | Nick Heidfeld        | 3     |
| 19   | Timo Glock           | 2     |
| 20   | Zsolt Baumgartner    | 1     |

### Costruttori
| Pos. | Team               | Punti |
| ---- | ------------------ | ----- |
| 1    | Ferrari            | 216   |
| 2    | Renault            | 91    |
| 3    | BAR - Honda        | 83    |
| 4    | Williams - BMW     | 54    |
| 5    | McLaren - Mercedes | 49    |
| 6    | Sauber - Petronas  | 28    |
| 7    | Jaguar - Cosworth  | 10    |
| 8    | Toyota             | 9     |
| 9    | Jordan - Cosworth  | 5     |
| 10   | Minardi - Cosworth | 1     |